# 1994 في كوريا الجنوبية
فيما يلي قوائم الأحداث التي وقعت خلال عام 1994 في كوريا الجنوبية.

## رياضة
- 1 يناير – كوريا الجنوبية في كأس العالم 1994

## مواليد

### يناير
- 6 يناير – جي بي مغني كوري جنوبي.
- 14 يناير – كاي مغني وراقص وممثل وعارض كوري جنوبي.
- 18 يناير – كانغ جي يونغ
- 21 يناير – كم يي رم مغنية كورية جنوبية.

### فبراير
- 5 فبراير – لي جونغ هيون لاعب كرة سلة كوري جنوبي.
- 10 فبراير – سون نا أون
- 10 فبراير – كانغ سولجي مغنيه كوريه.
- 18 فبراير – جايهوب
- 21 فبراير – ويندي مغنيه كوريه.

### مارس
- 3 مارس – دايفيد لي ممثل كوري جنوبي.
- 22 مارس – ها سونغ وون مغني كوري جنوبي.
- 29 مارس – سولي

### أبريل
- 3 أبريل – جانغ سيونغ هيون لاعب كرة قدم كوري جنوبي.
- 12 أبريل – بارك جيونغ سو لاعب كرة قدم كوري جنوبي.
- 12 أبريل – سيهون مغني وممثل وعارض كوري جنوبي.

### مايو
- 10 مايو – نام تيهيون مغني كوري جنوبي.

### يونيو
- 3 يونيو – لي دونج سو لاعب كرة قدم كوري جنوبي.

### يوليو
- 10 يوليو – تشاي سو بين ممثلة كورية جنوبية.
- 11 يوليو – ماسايوشي تاكاياناغي لاعب كرة قدم ياباني.
- 22 يوليو – لي سو را لاعبة كرة مضرب كورية جنوبية.

### أغسطس
- 10 أغسطس – جونغ وون جين لاعب كرة قدم كوري جنوبي.
- 30 أغسطس – كوون سو هيون مغنية كورية جنوبية.
- 30 أغسطس – هو يونغ جي مغنية كورية جنوبية.

### سبتمبر
- 12 سبتمبر – آر إم
- 13 سبتمبر – لي يونغ جاي لاعب كرة قدم كوري جنوبي.
- 22 سبتمبر – باك جن يونغ
- 22 سبتمبر – هونغ يو غيونغ مغنية كورية جنوبية.

### أكتوبر
- 10 أكتوبر – سوزي

### نوفمبر
- 11 نوفمبر – نا هاي ريونغ

### ديسمبر
- 10 ديسمبر – بارك دونغ جين لاعب كرة قدم كوري جنوبي.

## وفيات

### أبريل
- 26 أبريل – ماسوتاتسو أوياما (مواليد 1923)